# SK hynix
SK hynix Inc. és un proveïdor sud-coreà de xips de memòria dinàmica d'accés aleatori (DRAM) i xips de memòria flash. Hynix és el segon fabricant de xips de memòria més gran del món (després de Samsung Electronics) i la tercera companyia de semiconductors més gran del món. Fundada com a Hyundai Electronic Industrial Co., Ltd. el 1983 i coneguda com Hyundai Electronics, l'empresa té instal·lacions de fabricació a Corea, els Estats Units, la Xina continental i Taiwan. El 2012, quan SK Telecom es va convertir en el seu principal accionista, Hynix es va fusionar amb SK Group (el tercer conglomerat més gran de Corea del Sud).
Els principals clients de l'empresa inclouen Microsoft, Apple, Asus, Dell, MSI, HP Inc. i Hewlett Packard Enterprise (abans Hewlett-Packard). Altres productes que utilitzen memòria Hynix inclouen reproductors de DVD, telèfons mòbils, decodificadors, assistents digitals personals, equips de xarxa i unitats de disc dur.
Hynix produeix una varietat de memòries de semiconductors, incloent:
- Memòria informàtica
- Memòria de consum i xarxa
- Memòria gràfica
- Memòria mòbil
- Flash NAND
- Sensors d'imatge CMOS
- Unitats d'estat sòlid (SSD)